# Tillandsia didisticha
Tillandsia didisticha là một loài thuộc chi Tillandsia. Đây là loài bản địa của Bolivia và Brasil.

## Giống
- Tillandsia 'Burnt Fingers'